# Thraex

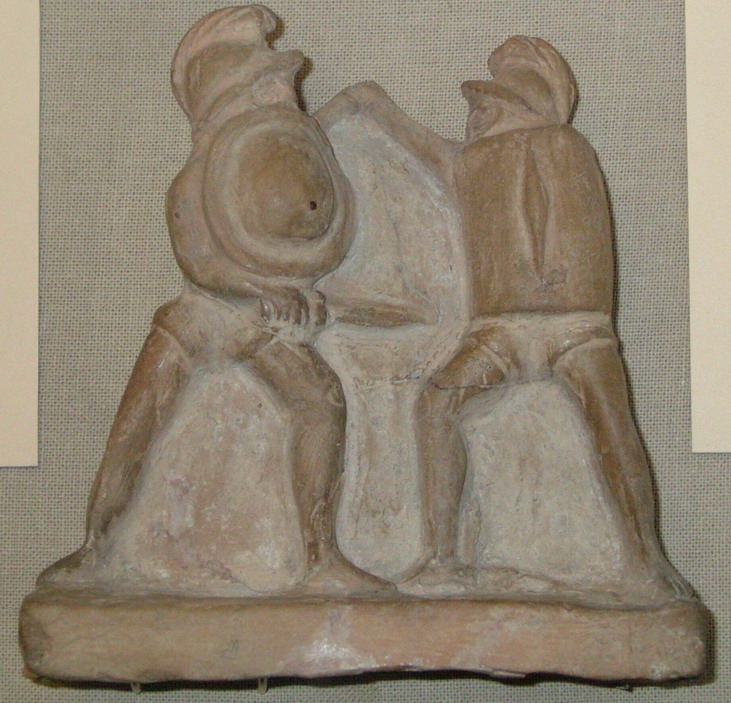
Hoplomachus (links) tegen Thraex

Een Thraex was een type Romeinse gladiator, dat tijdens spelen voor het publiek vocht. Hij stelde een Thraciër voor en was standaard bewapend met een sica, maar vocht uitzonderlijk ook met een speer. Ter bescherming droeg hij een helm met brede rand, een manica of beschermende mouw aan de rechterarm, scheenbescherming en een parma, een klein rond of rechthoekig schild. Daarom werd de Thraex tot de categorie van de parmularii gerekend.